# Pratica della mercatura
Die Pratica della mercatura (italienisch für „Praktik des Handels“), auch als „Handbuch des Händlers“ bezeichnet, ist ein umfassender Leitfaden für den  Handel in Eurasien und Nordafrika im 14. Jahrhundert, wie er seinem Verfasser, dem Florentiner Händler, Politiker und hohen Angestellten der Bardi-Bank, Francesco Balducci Pegolotti, bekannt war. Die Bezeichnung von Pegolottis Werk als ‚Handelspraktik‘ geht erst auf den Herausgeber des 18. Jahrhunderts zurück, Pegolotti selbst nannte es libro di divisamenti di paexi e di mixure di mercatantie. Das Original ist nicht erhalten, es existiert nur eine einzige, 1472 vollendete Abschrift, die heute in Florenz liegt. Ursprünglich handelt es sich bei dem Begriff Pratica della mercatura um einen Gattungsbegriff, der eine Reihe solcher Werke einschließt, deren ältestes aus dem 13. Jahrhundert stammt.

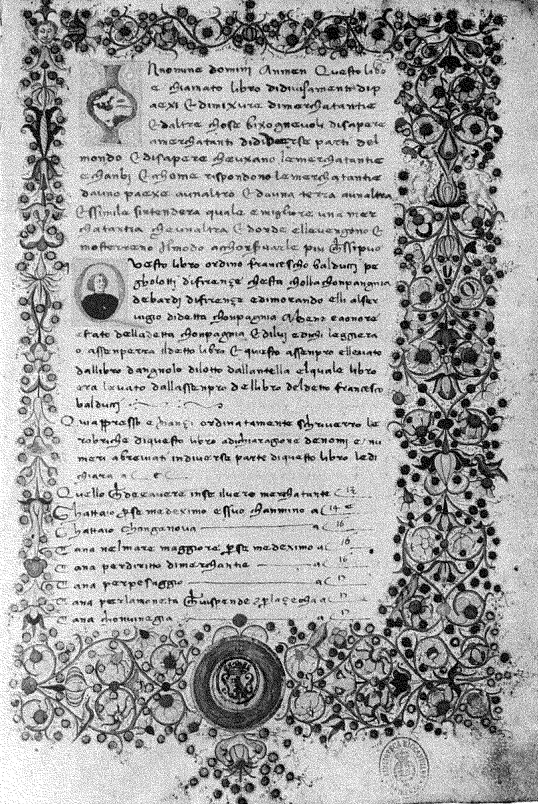
Folio 1r der Handelspraktik in der einzig erhaltenen Abschrift aus dem Jahr 1472. Dort findet sich der ursprüngliche Titel des Buches: „Questo lib[r]o è chiamato libro di divisamenti di paexi e di mixure di mercatantie“. Dann setzt das Manuskript fort: „e d[']altre chose bixognevoli di sapere a merchatanti di diverse parti del mondo E di sapere che uxano le merchatantie e chanbi E chome rispondono le merchatantie da uno paexe a un altro E da una terra a un'altra E ssimile s'intendera quale è migliore una merchatanitia che un'altra E d[']onde elle vengono E mosterreno il modo a chonservarle più che ssi può“. Schließlich folgen Erläuterungen über „francescho balducci“ selbst sowie eine Art Inhaltsverzeichnis, das die folgenden 18 folia füllt (auf f. 1r „le rubriche“, von den Abkürzungen bis „Tana con Vinegia“ am Ende der Seite).

## Der Autor, Lebensweg und Niederschlag im Manuskript (um 1290 bis 1349)
Pegolotti verfasste sein Werk zwischen 1335 und 1343. Sein ursprünglicher Titel war Libro di divisamenti di paesi e di misure di mercatantie, was sich etwa mit ‚Buch der Beschreibungen der Länder und der Maße für Waren‘ übersetzen lässt. Sein gebräuchlicherer Name ist jedoch derjenige der ersten Edition von 1766, nämlich als „Pratica della mercatura“.
Pegolottis Werk basiert auf seinen jahrzehntelangen Erfahrungen als hoch eingestufter Angestellter der Bardi-Bank, einer der größten Banken seiner Zeit, sowie auf verschiedenen lokalen Dokumenten, Statuten und Preislisten, die ihm seinerzeit zur Verfügung standen. Andererseits flossen Erfahrungen aus seinen bedeutenden politischen Ämtern, aber auch Verhandlungen und persönliche Kontakte in Nordwesteuropa, der Toskana und im östlichen Mittelmeerraum in sein Werk ein.

### Aufstieg in der Gesellschaft der Florentiner Bardi: Antwerpen, London (bis 1321)
Geboren wohl vor 1290 (Evans, S. xvii), absolvierte er vor 1310 eine Lehre und stieg danach hoch auf. Er besuchte Antwerpen, wo er für die Bardi erfolgreich Unterhandlungen mit dem Herzog von Brabant führte. Von dort brach er im April 1317 nach London auf, wo er zunächst unter Doffo de' Bardi, einem der Meister der Handels- und Finanzgesellschaft arbeitete. Bereits ab Ende des Jahres leitete Pegolotti die englische Niederlassung der Bardi bis 1321 selbstständig; der langen Preisliste nach, die er in seiner ‚Handelspraktik‘ hinterließ, war er vor allem im Wollhandel tätig (ed. Evans, S. 258–269), der die Grundlage für den gewinnträchtigen Tuchhandel bildete. Ihm oblag aber auch der Transfer päpstlicher Einnahmen. In dieser Funktion war er für Kredite bis auf die Königsebene verantwortlich, erscheint aber auch bei Handelstransaktionen und vor allem im Zusammenhang mit der päpstlichen Schatzkammer – allein zwischen dem 6. September 1318 und dem 5. Januar 1321 wurden 41.800 Florin von London nach Avignon transferiert (S. xix), wo zu dieser Zeit der Papst residierte (Avignonesisches Papsttum). Wohl 1322 durchquerte Pegolotti (vermutlich) Frankreich und kehrte in die Toskana zurück. Von König Edward III. erhielt er Ende 1321 einen Geleitbrief, um England verlassen zu können. Mit englischer Wolle landete er in Livorno.

### Famagusta (1324–1329/30 und 1335–1339(?))
Am 21. Mai 1324 erlangte er auch beim König von Zypern ein Privileg. Dieses wurde mehrfach verlängert, bis es am 3. August 1327 entfristet wurde. Zugleich war er selbst als Procurator in Famagusta die letzte Instanz in Fragen der Florentiner Bürgerschaft. Diese Zeit auf der Insel, die mindestens bis 1329 dauerte, schlägt sich als sehr umfangreiches Material in Pegolottis Handelspraktik nieder. So ist der Abschnitt über Famagusta einer der umfangreichsten des Werkes (Evans, S. xxi). Auch geht er in ungewöhnlicher Tiefe und in höchstem Detailreichtum auf den dortigen Handel, etwa mit Zucker ein, der so hoch im Kurs stand, dass er als Mitgift in höchsten Kreisen Anerkennung fand. Dabei kam Pegolotti sogar durch selbst durchgeführte Messungen Ungenauigkeiten auf die Spur. Auch dürfte er in Gesprächen umfassende Kenntnisse über Kleinasien und wohl auch Konstantinopel, das Schwarze Meer und Alexandria erlangt haben. Auf der Insel blieb er mindestens bis 1329. 1331 erscheint er dann wieder in Florenz, wo er bis zum Gonfaloniere di Compagnia aufstieg (28. Juni d. J.). Erneut ab spätestens 1335 war er wieder auf Zypern, von wo er am 10. Januar 1336 ein Privileg beim König von Armenien erlangte. Nach über zwanzigjähriger Tätigkeit für die Bardi belief sich sein Jahresgehalt auf 200 Florin.

### Florenz, politische Karriere, Liquidator der Bardi (1331–1335 und 1340–1349)
1340 erscheint er erneut in Florenz, an seinem Wohnort in S. Frediano, über die Jahre dazwischen ist nichts bekannt. Wieder erhielt er ein hohes politisches Amt und wurde 1341/42 zum zweiten Mal Gonfaloniere di Compagnia; dabei überstand er die Folgen eines niedergeschlagenen Aufstands gegen das oligarchische Regiment in der Stadt schadlos, obwohl die Bardi darin involviert waren. Bis 1346 erscheint er nicht in den Quellen, dann stieg er zum höchsten Amt auf, das er in seinem Leben erreichte, denn er saß als ‚Bannerträger der Gerechtigkeit‘, als Gonfaloniere della Giustizia, den Prioren vor. Er war berechtigt, Verstöße gegen die Verfassung, die Ordinamenti di Giustizia, zu ahnden – ob er dies jemals tat, ist allerdings unbekannt. Klar ist, dass einige seiner nächsten Verwandten ebenfalls Prioren wurden, wie etwa ein zweiter Bruder und ein Neffe, aber auch sein Sohn, sein Enkel und sein Urenkel.
1347 taucht sein Name zum letzten Mal im Zusammenhang mit den Bardi auf, nämlich mit der Liquidation des bankrotten Bankhauses. Es war, wie viele Banken dieser Zeit, an der Weigerung oder Unfähigkeit von Magnaten eingegangen, Kredite zu bedienen. In diesem Falle war es der König von England.
Viele seiner politischen und ökonomischen Kenntnisse flossen in Pegolottis Werk zusammen. Er selbst arbeitete spätestens 1348 für ein anderes Handels- und Bankhaus, die Alberti, eine Zusammenarbeit, die allerdings die Pest beendete.
Vielleicht deretwegen hatte er bereits am 5. Mai 1347 bei dem Notar Ser Filippo di Ser Benintendi ein Testament aufsetzen lassen. Nach seinem wohl 1349 eingetretenen Tod und der Verlesung des Actums wurde sein letzter Wille an die Testamentsvollstrecker überantwortet, nämlich Banco di Ser Bartolo, Priorozzo und Niccolaio, seine Söhne, allesamt aus der Gemeinde S. Niccolò. Unter Einverständnis des Franziskanerbruders Bernardo de’ Pegolotti sollten die im Dokument aufgeführten Personen begünstigt werden. Neben den Franziskanern wurden darin die Armen berücksichtigt, aber auch seine Witwe Tessa und ihr gemeinsamer Sohn Pegolotto, der unter den Schutz des Testamentsvollstreckers gestellt wurde.

## Die einzig erhaltene Abschrift (1472)
Das einzige erhaltene Manuskript, das beiden gedruckten Ausgaben als Vorlage diente, befindet sich in der Biblioteca Riccardiana in Florenz unter der Signatur Ricc. 2441. Es handelt sich um einen ledergebundenen großen Quart-Band. Darin heißt es, dass es am 19. März 1472 von Filippo di Niccolaio Frescobaldi von einer Kopie angefertigt wurde, die wiederum ein Agnolo di Lotto dall'Antella angefertigt hatte, wie das Titelblatt behauptet. Diese wiederum stamme, so das besagte Titelblatt, von einer Kopie des Autographen des „Francesco Balducci“.
Das Manuskript stammt von einer einzigen Hand, sieht man von wenigen erläuternden Einträgen einer wohl dem 16. Jahrhundert zuzuordnenden Hand ab, die eine Liste von Gewürzen knapp annotierte. Dabei ist die ursprüngliche Reihenfolge der ersten Vorlage nicht eingehalten, so als seien die Blätter neu geordnet worden, wie Evans (S. xii) schreibt. Dies erschließt sich etwa aus Rückverweisen auf bereits dargestellte Themen, die jedoch in der überlieferten Fassung erst später folgen. Soweit möglich hat Evans in seiner Edition die ursprünglichen Zusammenhänge wiederhergestellt. Am Ende bricht die Abschrift einfach ab, der Grund ist nicht klar; auch nicht, ob Pegolotti selbst oder einer der Kopisten abbrach. Um die Ordnung wiederherzustellen, wurde offenbar, nachdem die Seiten durcheinandergeraten waren, ein Index an den Anfang der Handschrift gestellt.
Bedauerlicherweise modernisierte Evans, wie es üblich war, den Text, das heißt sowohl Schreibweisen als auch Groß- und Kleinschreibung, Satzzeichen und Absatzbildung, verfuhr mit Schriftarten oder Setzen von Kapitälchen etc. recht willkürlich, so dass die Edition für sprachliche oder etwa buchwissenschaftliche Analysen nur partiell zu gebrauchen ist.

## Vorlagen, Informationsquellen, Zuverlässigkeit
Pegolotti verfasste sein Werk nicht in einem Zuge, sondern es entstand während seiner Tätigkeit für die Bardi, wie sich etwa anhand der jeweils aktuell herrschenden Männer, die genannt werden, eingrenzen lässt. Doch lässt sich das Werk nicht nur auf seine reichhaltigen Erinnerungen zurückführen. So scheint er etwa Zugang zu einer früheren, viel bescheideneren Zusammenstellung gehabt zu haben, die 1279 in Pisa angefertigt worden war und die heute in der Biblioteca Comunale in Siena unter dem Titel Memoria de Tucte le Mercantie zu finden ist (nach ed. Evans, S. xxxv, Anm. 2 unter der Signatur Codice C, VI, 8). Bei dieser handelt es sich um die älteste Pratica della mercatura. Neben den Capitoli della Compagnia di San Domenico di Siena, einer kleinen Zahl von Briefen aus dem Tolomei-Archiv, einigen Transkripten des Spedale di Santa Maria della Scala, liefert das nur in einer Kopie des 17. Jahrhunderts überlieferte Werk eine Einleitung, die Evans partiell Pegolittis Angaben gegenüberstellt. Dies betrifft die S. 350 in den Memoria und in Pegolottis Werk die Seiten 71 und 75, insgesamt 16 Einträge. Offenbar sind diese Einträge von Pegolotti übersetzt worden. So heißt es beispielsweise in der Vorlage „Seta libbre cinquecento per una sportata“, bei Pegolotti „Libbre 500 di seta per una sporta“. Nach dieser Passage stimmen die beiden Werke nicht mehr entfernt überein. Pegolotti hat gelegentlich Bestimmungen zusammengefasst, weicht aber bei der Mengenangabe nur beim Kristallzucker ab. Evans selbst hält die Vorlage zwar für evident, schränkt aber ein, dass eine Zwischenfassung zu Pegolotti gelangt sein könnte (S. xxxvii).
Er selbst wollte ausdrücklich die für diejenigen Händler nützlichen Dinge niederschreiben, die in verschiedenen Teilen der Welt mit Waren und Wechselkursen zu tun hatten. Damit mussten zahlreiche und teils umfangreiche Listen erstellt werden. Die von ihm intendierten Hinweise konnten also auf eigenen, wohl nicht in Listen verfügbaren Erfahrungen beruhen, wie etwa das in Neapel übliche Trinkgeld für die dortigen Amtsinhaber, aber auch auf umfangreichen offiziellen Listen von Zollstellen, in die er zumindest Einblick genommen haben muss.
Diese Vorlagen erweisen die Zuverlässigkeit des Werkes. Zwei Abschnitte lassen sich je einer Vorlage zuordnen, mit der sein Werk verglichen werden konnte, nämlich einer Liste und einer Urkunde. Die lange Liste von Maklergebühren, die bei Evans die Seiten 204 bis 209 füllt, lässt sich auf einen entsprechenden Pisaner tariffa zurückführen, das als Breve dell'Ordine del Mare erhalten geblieben ist. Dabei weichen die beiden Listen nur geringfügig voneinander ab, allerdings ersetzt Pegolotti vielfach Pisaner Ausdrücke durch solche seiner Heimatstadt Florenz, und an zwei Stellen korrigiert er sogar zu Recht die Liste. Andererseits erscheinen einige offenkundige Fehler, wie etwa die Verwechslung von „senape“ und „sapone“, also ‚Senf‘ und ‚Seife‘ (ed. Evans, S. 26 f.). Da die Kopisten, die nacheinander Pegolottis Ausgangswerk kopiert haben, ansonsten recht sorgfältig gearbeitet hatten, könnten diese doch recht häufigen Abweichungen und Fehler darauf zurückgehen, dass Pegolotti selbst eine fehlerhafte Kopie des Pisaner Originals vorgelegen hatte.
Eine nicht ganz so klare Ableitung von einer Quelle liegt im Fall des Handelsprivilegs der Florentiner in Antwerpen vor, das Pegolotti selbst ausgehandelt hatte (bei Evans Seite 251 bis 254). Dieses ist zwar verloren, doch die sehr ähnlich lautenden Privilegien für die Deutschen und die Genuesen, die beide am 28. Oktober 1315 ausgestellt wurden, liegen gedruckt vor. Die überaus starke Übereinstimmung mit der Urkunde für die deutschen Händler bestärkt die Annahme, dass Pegolotti auch hier das Original oder eine Abschrift vorgelegen hat. Pegolotti übersetzte auch hier wieder Begriffe ins Florentinische, doch unterliefen dabei nur zwei Fehler. In einem Fall wurde aus einer 18 eine 8, im anderen Fall wurde eine Eintragung zum Robbenöl ausgelassen. Diese Tatsachen verdeutlichen die Verlässlichkeit von Pegolottis Text insgesamt, zumal ihm nur eine Kopie vorgelegen haben kann – das Original musste in Antwerpen aufbewahrt werden. Nur Informationen aus zweiter Hand muss mit Vorsicht begegnet werden, wie Evans (S. xxviii) konstatierte.
Eine weitere Quelle für Pegolottis Zusammenstellungen stellen die Statuten der Florentiner Calimala dar, der Tuchhändlergilde. Dabei standen sie Pegolotti in einer Fassung zur Verfügung, wie sie sich zwischen 1338 und 1342 entwickelte. Die Ähnlichkeiten beziehen sich nicht nur auf die Struktur, sondern reichen bis in einzelne Formulierungen. Dies wiederum gestatten anhand der überlieferten Fassungen eine genauere Einordnung der Jahre, die für die Einpflegung der dortigen Angaben in Pegolottis Werk in Frage kommen (ed. Evans, S. xxx–xxxiii). Weitere Untersuchungen ergaben für den gesamten Abschnitt über Florenz eine Entstehungszeit zwischen 1332 und 1345 (S. xxxiv).
Bei all dem muss berücksichtigt werden, dass Pegolotti keine Privatperson war, die ein Kompendium für Händler zusammenstellen wollte, sondern, dass er dies im Auftrag der größten Bank ihrer Zeit tat, oder zumindest in deren Diensten. Damit kann angenommen werden, dass das Opus der Verbesserung der Arbeit ihrer Beschäftigten dienen sollte (ed. Evans, S. xxxvii). Pegolotti seinerseits dürfte eine große Menge an Dokumenten aus dem Bardi-Umkreis und dem Hause selbst zur Verfügung gestanden haben. Das Bardi-Archiv jedoch ist fast vollständig untergegangen. Ein Vergleich mit dem Archiv des Kaufmanns Francesco Datini, das fast vollständig überliefert, aber überwiegend mehr als ein halbes Jahrhundert jünger ist, erweist weitere Zusammenhänge. Dort finden sich etwa Florentiner Preislisten und tariffe, Abgabenlisten aus Pisa usw. Sie wurden an die Wand des Büros gehängt. Möglicherweise standen derlei Listen, aber auch Verträge, in einer Art Regal für den Gebrauch bereit. Der wechselnde sprachliche Duktus bei Pegolotti, etwa zwischen der kaufmännischen Beschreibung und der legalistischen Ausdeutung, weist auf einen solchen unmittelbaren Gebrauch hin.
Allerdings sammelte Pegolotti seine Informationen über einen langen Zeitraum, so dass diese an einigen Stellen schon zu seiner Zeit veraltet waren. Dies führte dazu, dass ihm Fälschung vorgeworfen wurde. Dass der Autor jedoch zuverlässig war, ließ sich bis in einzelne Abschnitte der von ihm dargestellten Routen belegen, wie etwa für die Strecke nach Tana.

## Frühe Wirkungen
Pegolottis Arbeit wurde wahrscheinlich vom Verfasser des venezianischen Handelshandbuchs Tarifa zoè noticia dy pexi e mexure di luogi e tere che s'adovra marcadantia per el mondo in den 1340er-Jahren verwendet. Dieses Werk bestand aus drei Teilen, wobei der mittlere Teil, der die Seiten 41 bis 70 füllt, sich mit Konstantinopel, Tana, Sara, Negroponte, Famagusta, Candia, Alexandria, Damaskus, Mallorca und Venedig selbst befasste. Der erste Teil enthielt eine gekürzte Passage zu denselben Orten, jedoch kamen Trapezunt, Messina, Ancona, dann Montpellier und die Messen der Champagne hinzu. Der dritte Teil (S. 70–75) befasste sich mit Gewürzen und anderen Waren („Chognoscimento de splezie et altre merze“). Unmittelbar davor, auf S. 70, hatte eine andere Hand „Gaieta con Veniexia“ eingefügt. Der erste Teil ist wohl eine Zusammenfassung des zweiten, wobei Tatsachen aus einem Vertrag des Jahres 1345 stammen. Diese Passage könnte wohl mit dem Werk Pegolottis gleichzeitig entstanden sein. Der Autor habe sich aber nicht bei Pegolotti unmittelbar bedient, wie zahlreiche Parallelen in der Struktur, aber auch Korrekturen nahelegen, sondern es handelte sich wohl, im Gegensatz zum ganz offenkundig abschreibenden Giorgio Chiarini, eher um eine ‚Milieubeziehung‘ als solche unmittelbaren Kontaktes (ed. Evans, S. xlix). Wie die spätere Ergänzung zu Gaeta zeigt, war es noch immer Usus, sich frei bei anderen Autoren zu bedienen und sein eigenes Werk damit im Alltag des Kaufmanns an dessen Stelle zu setzen. Daher lag die Annahme, dass die Autorschaft Pegolottis nur ein Konstrukt der späteren Kopisten gewesen sei, zwar nahe, doch ist Pegolottis Werk zu stark von seinen eigenen Erfahrungen und seinem enormen Wissen geprägt.
Pegolottis Opus diente später als Quelle für ein späteres Werk, das den gleichen Titel trägt, die Pratica della mercatura, die 1442 von Giovanni di Bernardo da Uzzano zusammengestellt wurde. Evans konnte in einzelnen Fällen sogar nachweisen, dass dieser Angaben von Pegolotti korrigiert hatte, etwa beim Vergleich von Hohlmaßen zwischen Stiva und Chiarenza (was auch auf Kopierfehler zurückzuführen sein könnte); andererseits machte Uzzano gravierendere Fehler. So liest Uzzano etwa statt „mille“ „miglioresi“, „188“ statt „tarì 38“ (letztere eine Münze) oder gar „dassi“ für „d'argento“; er löste offenbar Abbreviationen falsch auf (ed. Evans, S. xliii). Umgekehrt erweist dies, dass Pegolottis Text mehr Abkürzungen enthalten haben muss, als die erhaltene Abschrift.
Bald darauf wurde Pegolotti vom Autor des Libro che tracta di mercatantie et usanze de' paesi herangezogen, das 1458 wahrscheinlich von Giorgio Chiarini zusammengestellt und später in Luca Paciolis Summa de arithmetica aufgenommen wurde. Von dieser Handschrift existieren drei Abschriften, von denen die älteste von 1458 stammt (ed. Evans, S. xliii). Diese wurde wohl 1498 gedruckt, wenn diese Ausgabe auch ohne Jahr erschien, wurde aber bereits 1481 in das Handbuch des Fra Luca Pacioli aufgenommen. Wieder konnte Evans zeigen, dass Chiarinis und Pegolottis Text eine große Zahl an Parallelen aufweisen (S. xliv f.). Im Falle einer Liste konnte Evans sogar belegen, dass Pegolotti nicht nur eine Liste an zwei Stellen aufnahm – was er nur einmal tat –, sondern, dass beide Autoren den gleichen Fehler aufweisen. Zugleich wahrten sie eine gemeinsame Struktur bis in Einzelheiten hinein. Pegolotti bediente sich demnach bei zwei Listen, Chiarini bei einer dritten. Dies lässt sich am besten erklären, indem man annimmt, dass alle drei einem gemeinsamen Stemma entstammten, einer Dokumentenfamilie.

## Inhalt

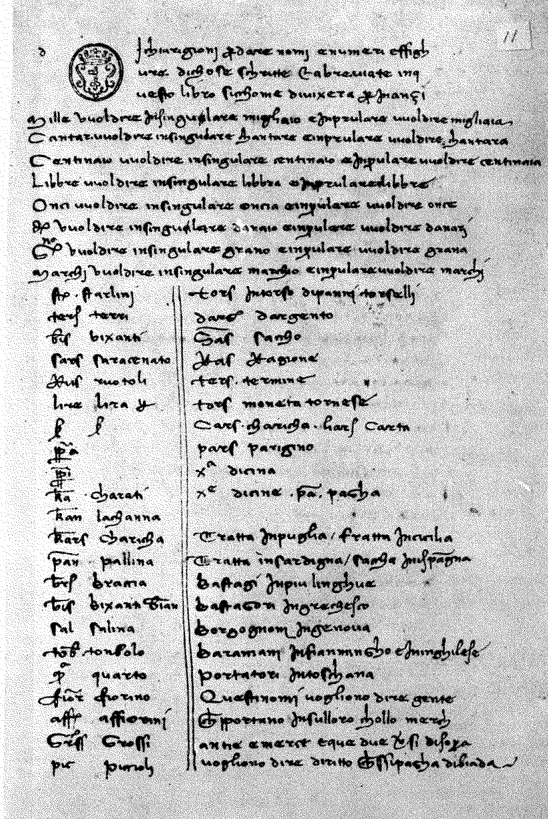
Pegolottis „dichiarigioni“ auf f. 11r (ed. Evans, S. 14)

Zunächst liefert der Autor „dichiarigioni“, Erläuterungen, aus denen hervorgeht, wie die Bezeichnungen bestimmter Maße oder Geldeinheiten in Florenz und „in prulare“ lauten, aber auch in zahlreichen anderen Sprachen und Dialekten, dazu die jeweiligen Abbreviationen, vor allem für Maße und Gewichte, aber auch Münzen usw. (ed. Evans, S. 14ff). Anschließend erläutert er einige Kernbegriffe des Handels und liefert Übersetzungen in verschiedenen Sprachen. Dabei ist er am ausführlichsten beim Begriff für den Marktplatz, resp. die Zollstelle, für die er etwa 20 Übersetzungen liefert – für den Raum zwischen „Persia“ und „Tana“ oder „Erminia“ und „Cipri“ im Osten, sowie „Inghilterra“, „Tunizi in Barberia“ oder „Ispagna“ im Westen. Zudem listet er die unterschiedlichen Bezeichnungen für das Handelshaus in Toskanisch, Genuesisch, Französisch, dann ‚verschiedene Sprachen‘ und in Flämisch auf: „Fondaco e bottega in Toscana. / Volta in genovesco. / Stazione in francesco. / Magazzìno in più linguaggi. / Celliere in fiammingo.“ Ähnlich verfährt er etwa mit dem Makler, wobei er drei Bezeichnungen aus ‚mehreren Sprachen‘ aufführt, und „Messetto“ im Venezianischen: „Sensale in più linguaggi. / Curattiere in più linguaggi. / Mezzano in più linguaggi. / Messetto in vinizianesco.“. Daran schließt der Autor eine Erläuterung über deren übliche Tätigkeit an. Zugleich eröffnet er in diesem Abschnitt den räumlichen und sprachlichen Horizont, wenn er zu großen Frachtschiffen in Ägypten erklärt: „Giermo vuol dire in saracinesco grossi navili che portano le mercatantie da Damiata su per lo fiume insino al Cairo di Bambillonia e dal Cairo su per lo detto fiume insino al mare dell'India.“ Er nennt also einen Schiffstyp mit seinem arabischen Namen, der Waren von Damiette über Kairo in den Indischen Ozean verfrachtete (ed. Evans, S. 19). Zu den Dolmetschern meint er, bevor er auf die Reiserouten eingeht: „Turcimanno in più linguaggi, calamanci in tarteresco, sono gente che temperano e dànno a intendere linguaggi da uno linguaggio a un altro che non sì intendessoro insieme.“

### Routen und Städte

#### Reiseroute von der Krim nach Peking
Diesen eher knappen Hinweisen folgt ein gewaltiger Abschnitt mit den Handelsrouten, der sich über die „Rubriche“ erschließen lässt, die Pegolotti zu Anfang liefert. Von diesen aus ließen sich die jeweiligen carte auffinden. Sie fungierten also wie eine Art Inhaltsverzeichnis. Diese Routen umfassen in der Edition über 250 Seiten und damit den Löwenanteil des Werkes, das neben 443 Seiten Textedition noch 46 Seiten Einführung umfasst. Pegolotti liefert dabei nicht nur eine Auflistung von Routen und Handelsstädten, die von italienischen Händlern frequentiert wurden, sondern auch die Importe und Exporte verschiedener wichtiger Handelsregionen, dann die in jeder dieser Regionen vorherrschenden Handelsgepflogenheiten und Transportmittel, schließlich den Vergleichswert der führenden Münzen, Gewichte und Maße (ed. Evans, S. 21–277).
Die weiteste Reise, die Pegolotti gleich als erste beschreibt, führt binnen mehr als neun Monaten von der Krim nach China (Cathay), genauer von La Tana (Asow) nördlich um das Kaspische Meer durch Usbekistan nach Peking, oder, wie es Pegolotti nennt, nach Gamalecco (Evans, S. 21–23). Die Route führte über Astrachan an der unteren Wolga und die heutige Geisterstadt Otrar. Dabei nennt der Autor jeweils die Anzahl der Tagesreisen, das übliche Transportmittel und an zwei Stellen auch die Lagermöglichkeiten für Waren, die der Grund für Alternativrouten sind. Der Autor nennt als Etappen mitsamt Distanzen in Tagen: von Tana nach „Gintarcan“ 25 Tage mit Ochsenkarren, dann 10 bis 12 Tage mit einem Pferdekarren; daran schließt sich eine Flussreise von einem Tag nach „Sara“ (vielleicht Saray, später von Timur zerstört) an, eine weitere von 8 Tagen nach „Saracanco“ (am Nordrand des Kaspischen Meeres, wohl im 16. Jahrhundert von Kosaken zerstört), wohin man auch über Land und Wasser gelangen könne. Doch sei die Fahrt über Wasser preislich günstiger. Von dort gehe es auf einem Kamelkarren binnen 20 Tagen nach Köneürgenç (?) das Pegolotti „Organci“ nennt, und das südlich des Aralsees liegt – dies sei günstiger, weil dort mehr Platz für die Waren sei –; weiter gehe es mit dem Kamelkarren 35 bis 40 Tage lang bis „Ioltrarre“ (Otrar unweit des Syrdarja). Wer aber von „Saracanco“ direkt nach „Oltrarre“ (Namensvariante!) reise, weil er keine Waren mitführe, der solle sich den Umweg über „Organci“ ersparen. Von „Oltrarre“ brauche es 45 Tage auf Eseln „e ogni dìe truovi moccoli“, also bewaffnete Männer, Tataren, bzw. Mongolen. An anderer Stelle erläutert Pegolotti diesen Begriff selbst: „moccoli, cioè tartari scherani“ (ed. Evans, S. 29). Von dort führe der Weg 70 Eselstage nach „Camexu“ (Ganzhou), danach wiederum zu einem Fluss namens [Lücke], dann folgen 45 Tage zu Pferde. Von dort kann man nach „Cassai“ (Hangzhou) gehen, um dort sein Silber zu verkaufen. Auch dort befinde sich viel Lagerplatz für Waren. Mit dem Geld, das man in „Cassai“ für sein Silber erhalte, könne man weiterreisen. Dieses war Papiergeld („moneta di carta“), das sogenannte „moneta basilisci“, für das Pegolotti auch den Wechselkurs in China angibt (dieses Papiergeld gab es von 1287 bis 1402). Von „Cassai“ gehe es schließlich nach „Gamalecco“ (Peking) binnen 30 Tagen, das die Hauptstadt („mastra città“) des Landes „Gattaio“ sei.
Nach dieser Route folgen bei Pegolotti Hinweise darauf, was man für die Reise brauche, und welche Waren dort geeignet seien. Als erstes meint er, es sei üblich sich einen langen Bart wachsen zu lassen und sich keinesfalls zu rasieren. Man solle sich in La Tana mit Dolmetschern („turcimanni“) ausstatten und keineswegs die billigsten nehmen. Außerdem brauche man mindestens zwei Diener („fanti“), die das Kumanische gut beherrschen. Der Händler wird darauf hingewiesen, dass er als respektabler gelte, wenn er eine Frau auf diese Reise mitnehme, die jedoch die kumanische Sprache fließend beherrschen sollte. Von dort bis Gittarcan solle er sich für 25 Tage mit Lebensmitteln eindecken, vor allem mit Mehl und Stockfisch, denn Fleisch erhalte man überall. Die Strecke bis Gattaio sei „sicurissimo“, also ‚überaus sicher‘, allerdings falle das gesamte Gut des Händlers, wenn er dort sterben sollte, an die „uficiali del signore“ desjenigen Landes, durch das er bis zum Zeitpunkt seines Todes gereist sei – es sei denn, sein Bruder oder „stretto compagno“ reise mit ihm. Eine weitere Gefahr stelle ein Thronwechsel dar, wenn es keinen direkten Nachfolger des Herrschers gebe, denn bis dahin seien auch schon ‚Franken‘ in Gefahr geraten („v'è stata fatta novitade a'franchi“). Daran anschließend führt der Autor einige wesentliche Angaben über die Kosten der Reise auf, dann über Maße und Gewichte, über Seidenpreise, aber auch, dass der Weg von Tana nach Sara weniger sicher sei.

#### Örtliche Bestimmungen und Gebräuche, Maße und Gewichte
Das Manuskript enthält Hauptüberschriften für zahlreiche Handelsplätze. Viele andere sind nebenbei aufgeführt. Unter jeder Rubrik gibt es Listen der wichtigsten Waren mit Angaben zu Gewichten und Maßen, Gesetzen und Gewohnheiten des Handels, Preisen und Zöllen. Pegolotti fügt Tabellen zum Vergleich der Gewichte und Maße jeder Stadt mit denen anderer Städte hinzu, um die Berechnungen zu erleichtern.
Dementsprechend anders ist der Schwerpunkt, als Pegolotti seinen eigentlichen Überblick mit „Tana nel Mare Maggiore“ und „Caffa“ beginnt (ed. Evans, S. 23–26). Hier liefert er ausschließlich „pesi e misure“ (‚Gewichte und Maße‘), wie er selbst ankündigt, aber auch welche Waren in welcher Einheit gemessen werden, dann folgen jeweils Angaben über örtliche Abgaben. Im Falle von La Tana wurden diese nur bei der Einfahrt fällig, während man bei der Ausfahrt nichts entrichten musste. Sehr häufig wird dabei mit Genueser Maßen verglichen, aber auch mit venezianischen. So entsprach etwa ein „cascito“ fünf „staia“ in Venedig, einem häufigen Hohlmaß. Im genuesischen „Caffa“ wurden Abgaben in Höhe von „3 per centinaio“ bei Ein- und Ausreise fällig. Nur die Genuesen entrichteten jeweils 3½ %, und zwar ½ % an die Genueser Gemeinde, 3 % an den „signore di Caffa“. Der „moggio“ von Kaffa entspreche in Venedig „4 1/3 staia“.
Im Falle von Täbris in Persien („Torisi di Persia“) nennt Pegolotti in gewohnter Weise die Maße und Gewichte, befasst sich aber etwas ausführlicher mit den dort umlaufenden Gold- und Silbermünzen, ihrem Feingehalt und den dortigen Wechselkursen. Daran anschließend führt er die Handelsabgaben und -gebühren auf, die bei Waren aus „Laiazo d'Erminia“ (Aigeai) anfallenden Kosten, schließlich die Maßrelationen zwischen Täbris und anderen Städten, wie Pera oder Famagusta, Venedig oder Genua (ed. Evans, S. 26–31). Ähnlich verfährt der Autor mit „Trabisonda“ (Trapezunt), Konstantinopel und Pera, wobei er hier besonders ausführlich auf die „lunghezze di panni“, die Länge der dortigen Tücher eingeht. Entsprechend der Bedeutung der byzantinischen Hauptstadt befasst er sich mit einer großen Zahl von Waren, darunter Mandeln, Datteln und Nüsse, Salz und Olivenöl, Getreide und Wein. Schließlich folgen, wie stets, die Münzverhältnisse, das örtliche Handelsrecht, vor allem die lokalen Abgaben nach Typen unterschieden, ja, er wägt sogar Vor- und Nachteile der verschiedenen Messmethoden ab. Bei all dem umfassen die Vergleiche der Maße praktisch den gesamten bekannten Handelsraum im Mittelmeer und im Nordatlantik bis London (bis S. 54).
Diesen Überblick setzt Pegolotti fort, es folgen das „Mare Maggiore“, „Alto luogho di Turchia“, „Setalia di Turchia“, dann „Ermenia“ (Armenien, S. 59–63), „Acri di Soria“, womit er sich bereits dem wichtigsten Handelsplatz in Syrien zuwendet (bis S. 69), schließlich „Alessandria“ in Ägypten (bis S. 77). Einen besonders ausführlichen Abschnitt widmet er Zypern, vor allem dem ihm so wohlbekannten Famagusta (S. 77–102). Eher knapp handelt er Rhodos und Kreta („Candia“) ab, etwas ausführlicher wiederum Sizilien (S. 107–116). Dann springt er wieder auf die östliche Adriaseite mit „Chiarenza“, „Stiva“ und „Nigroponte“, um dann auf Sardinien (S. 119–122) und Mallorca (S. 122–130) zu sprechen zu kommen. Daran schließt er Tunis an (bis S. 136), knapp streift er Tripolis und Djerba. Die S. 137 bis 154 umfassen Venedig, dann schließt Pegolotti das Friaul an („Frioli“), schließlich Ancona (S. 156–161) und Apulien (S. 161–176). Nach einem sehr knappen Abschnitt über Salerno widmet er sich ausführlicher Neapel (bis S. 190) und vor allem Florenz (bis S. 203), Pisa (bis S. 214) und Genua (bis S. 224). Weiter westwärts ausgreifend folgen nun Nimes und Montpellier („Nimissi e Monpolieri“), Avignon („Vignone“) und Aigues-Mortes („Aguamorta“) bis S. 231, bald folgen die Messen der Champagne (S. 233–236), nur sehr knapp Paris (S. 236), dann Flandern, unterteilt nach Brügge (S. 237–250), sehr knapp Brabant, ausführlicher Antwerpen (S. 250–254). Daran schließt sich „Londra d'Inghilterra“ an (S. 254–258), dann vorrangig die Wolle von „Inghilterra“ (S. 258–269). Schließlich folgen sehr knappe Abschnitte über „Roccella di Guascogna“, „Sobilia di Spagna“, dann das „Reame di Morrocco di Spagna“, „Salle Reame di Morrocco“ und schließlich im selben Reich „Arzilla“.

### Listen und Tabellen, Verfahren, Warenkunde

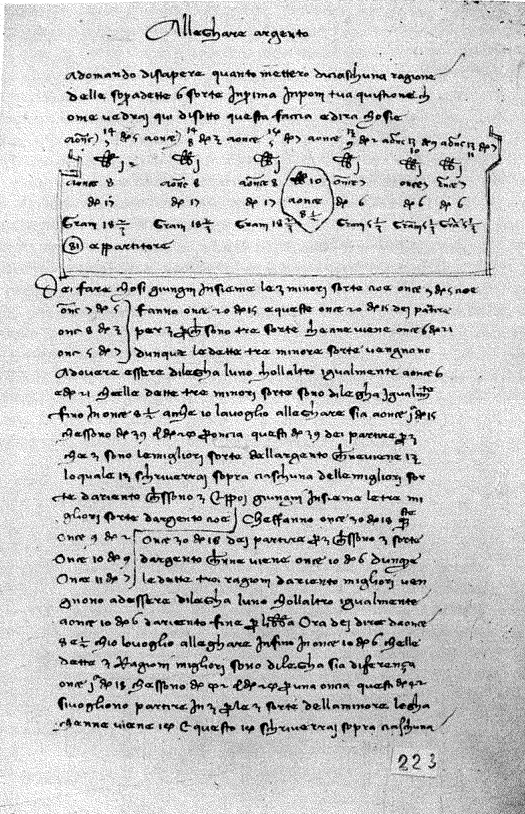
Folio 223r der Handelspraktik. Sie trägt den Titel „Alleghare argento“, ‚Silber legieren‘.

Ohne Umstände ändert der Autor sein bis dahin räumliches Prinzip in ein waren- oder sachorientiertes, wobei er mit den Maßen für Tuche beginnt (S. 277–286). Später wendet er sich Metalllegierungen und der Feinheit der Gold- und Silbermünzen zu (ab S. 287–292), Gewürzen und ihrer Verpackung (S. 293–300 und 307–319), Seide (ab S. 300).
Pegolotti liefert die ersten bekannten Zinseszinstabellen. Er betitelt sie mit „Quelle che vegnono guidardonate le lire cento in uno anno o più a diversi pregi …“, wobei es ihm darum geht, tabellarisch in 8 Stufen zu je einem halben Prozent darzustellen, wie sich 100 Lire binnen 20 Jahren bei Verzinsungen von 1 bis 4,5 % entwickeln) (S. 301 f.). Auch befasst der Autor sich mit Gebräuchen beim Verkauf und Kauf von Getreide (ab S. 319) oder dem Anmieten von Schiffen (ab S. 322). Gegen Ende folgt eine Ostertafel für die Jahre 1340 bis 1465 (S. 324 f.), dann Rechenhilfen, eine Mondtabelle, „Ricetta d'affinare oro“ (S. 331–338), dann Silber legieren (S. 339–352), oder Gold (S. 352–358) usw.
Schließlich folgt von S. 360 bis 383, dem Schluss also, eine Warenkunde („Conoscere le mercatantie“) mit dem ausdrücklichen Ziel, sich vor Betrug („inganno“) zu schützen. Zu diesen Waren zählt etwa „giengiovo“ (Ingwer), „cannella“ (Zimt), „verzino“ (Brasilholz), vor allem aber „zucchero“ (S. 362–365). Dann folgen „ciera“ (Wachs), aber auch Baumwolle, Alaun, Mastix, oder auch Salz, Aloe, Safran oder Datteln.

## Editionen (1766 und 1936)
Pegolottis Werk wurde erstmals 1766 von Gianfrancesco Pagnini als Teil seines Opus Della Decima e delle altre Gravezze, della Moneta e della Mercatura de' Fiorentini fino a secolo XVI ediert, seiner vierbändigen Geschichte der Finanzen von Florenz, erschienen bei G. Bouchard in Lissabon und Lucca 1765 und 1766. Die Abschrift von Pegolottis Werk, das erst durch Pagnini den Titel Pratica della mercatura erhielt, erschien seinerzeit anonym, doch wurde ihr Editor bald bekannt. Die Pratica erschien als Band 3 seines Werkes, Band 4 stellte die Praktik des Giovanni da Uzzano aus dem 15. Jahrhundert dar. 1970 erschien ein Nachdruck bei Kraus Reprint Co., New York. Nur kurze Abschnitte sind in französischer und englischer Übersetzung erschienen.
Die Edition von 1936 durch Allan Evans, die Pagninis bis dahin maßgebliche Arbeit erst nach 170 Jahren ersetzte, gilt seither als Standardwerk. Dieser verfasste seine 1931 abgeschlossene Dissertation an der Harvard University über Pegolottis Werk, die auch eine Übersetzung ins Englische beinhaltete. Die Edition erschien bei der Mediaeval Academy of America. Sie enthält Glossare zu Waren, Ortsnamen, Münzen und Geld usw., aber keine Übersetzung.